# Paul Fauchet
Paul Fauchet (* 27. Juni 1881 in Paris; † 12. November 1937 ebenda) war ein französischer Organist und Komponist.
Der Sohn des gleichnamigen Organisten an der Kirche Notre-Dame de Versailles studierte am Conservatoire de Paris bei Alexandre Guilmant und Paul Vidal und gewann erste Preise in den Fächern Kontrapunkt und Fuge, Klavierbegleitung und Harmonielehre. Er wirkte als Repetitor in der Klasse von Paul Vidal, der ihm das Lied aus den Vingt-Quatre Pièces en Style libre widmete und war Organist an der Kirche Saint-Pierre de Chaillot. Ab 1927 unterrichtete er Harmonielehre am Conservatoire. Zu seinen Schülern zählten u. a. Jacques de la Presle, Georges Taconet und Lucien Caillet.
Fauchet komponierte eine Pièce symphoníque für Orgel und Orchester, eine Messe solennelle für vierstimmigen Chor und Orchester, eine Messe für dreistimmigen Chor und Streichquartett, Ecce Sacerdos Magnus für Soli, Chor und Orchester, Motetten und andere Chorwerke sowie Lieder. Seine Symphonie pour orchestre d’harmonie findet sich bis heute im Repertoire von Blasorchestern.